# Koyama Taigetsu
Koyama Taigetsu (japanisch 小山 大月; geboren 1891 in Tokio; gestorben 2. Juli 1946) war ein japanischer Maler der Nihonga-Richtung.

## Leben und Werk
Koyama Taigetsu studierte Malerei in der Kunstschule „Angadō gajuku“ (安雅堂画塾), die von Matsumoto Fūko (1840–1923) geleitet wurde. 1914 gründete er mit Imamura Shikō und anderen die Künstlergruppe „Sekiyōkai“ (赤曜会), in der er als Vertreter der „Meguro-Faktion“ wirkte. 1916 stellte er zum ersten Mal auf der Ausstellungsreihe des wiedererstandenen Nihon Bijutsuin aus, 1921 ein zweites Mal. Später zeigte er dort folgende Bilder:
- 1923: „Rejitsu shunkin“ (麗日春禽) – „Frühlingsvögel an einem schönen Tag“,
- 1924: „Shunkō kiki“ (春光煕々) – „Blendendes Frühlingslicht“ und „Tōjitsu rinsō“ (冬日林叢) – „Wintersonne im dichten Wald“,
- 1925: „Senshun“ (浅春) – „Frühlingsanfang“ und „Shakyaku“ und (芍薬) – „Pfingstrosen“,
- 1926: „Baiu“ (梅雨) – „Regenzeit“.

1926 wurde Koyama als Mitglied des Bijutsuin aufgenommen. 1931 war er auf der Ausstellung japanischer Malerei in Berlin zu sehen.
Auch in der Shōwa-Zeit stellte Koyama regelmäßig auf den „Inten“ aus:
- 1938: „Musashino – rokudai“ (武蔵野六題) – „Musashino – sechs Themen“,
- 1942: „Nampō no hana – nidai“ (南方の花二題) – „Pflanzen des Südens – zwei Themen“.

Koyama verband einen dekorativen Stil mit zeichnerischer Genauigkeit. Schwerpunkt waren die „Blumen-und-Vögel“-Bilder, die „Kachōga“ (花鳥画).

## Bilder

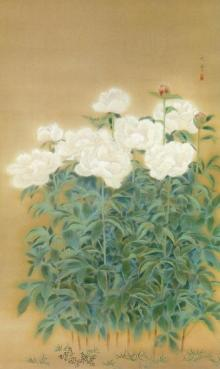
Blumen
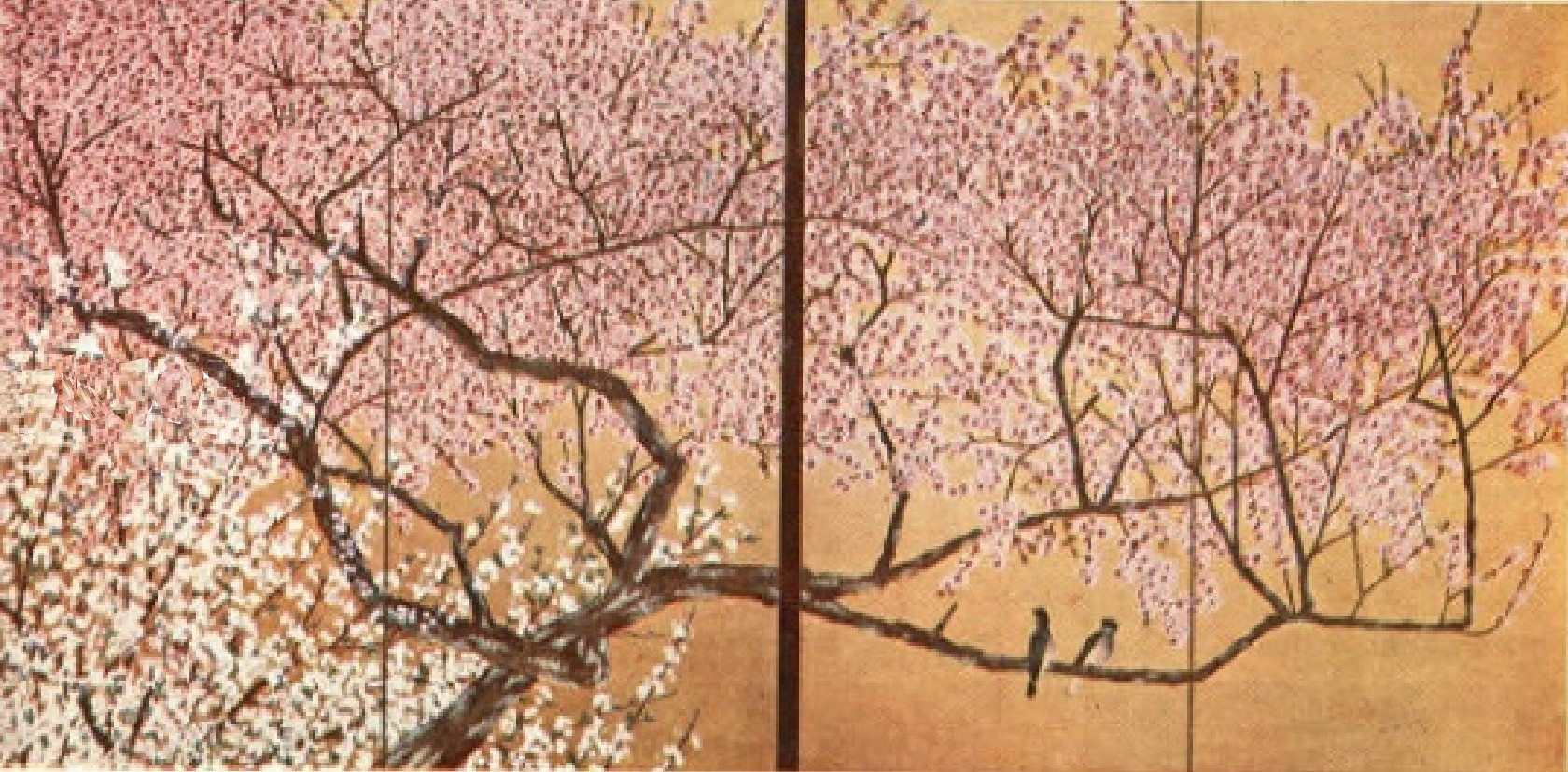
Pflaumenbäume
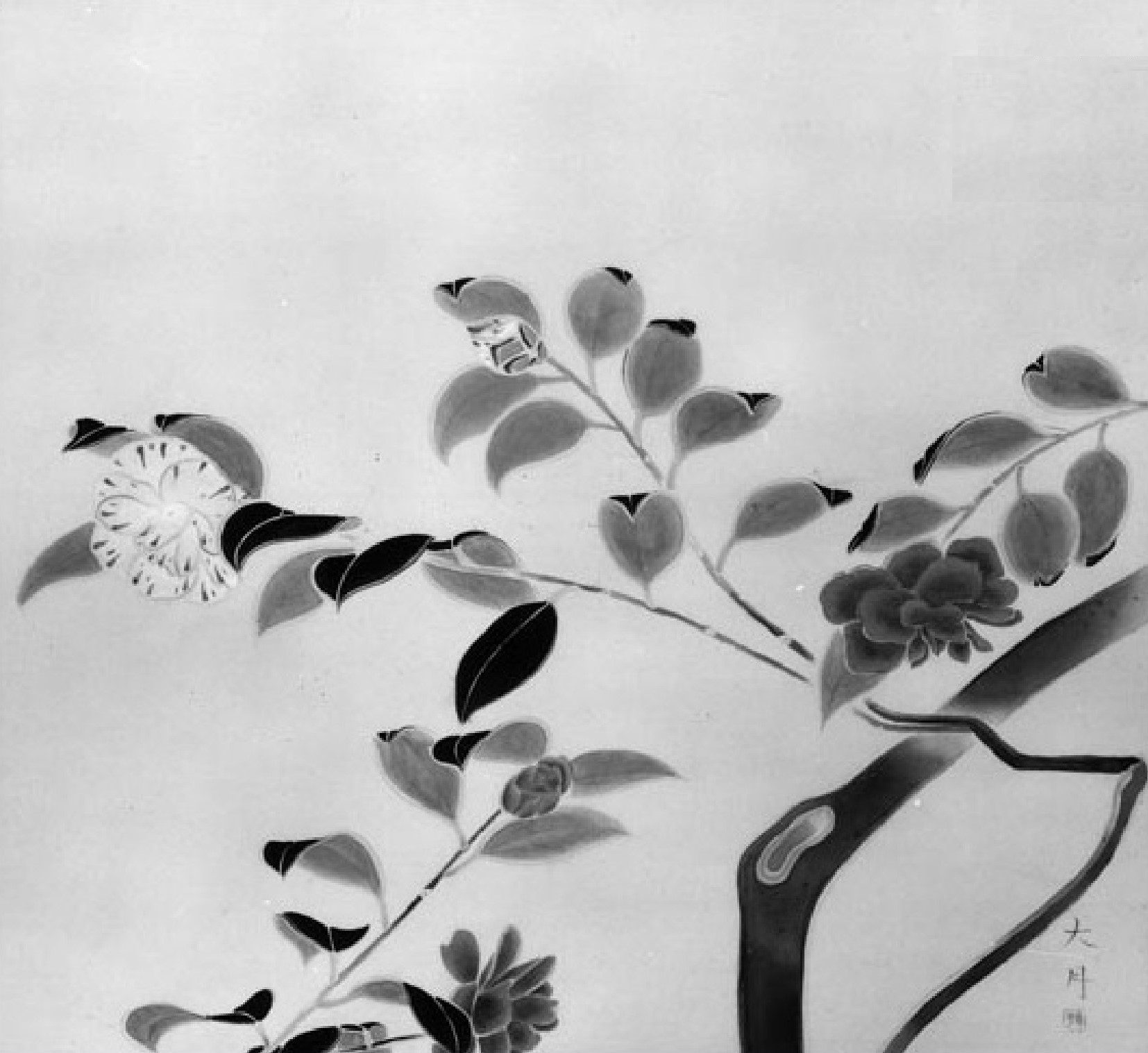
Blütenzweig